# Anoplodactylus gibbifemoris
Anoplodactylus gibbifemoris is een zeespin uit de familie Phoxichilidiidae. De soort behoort tot het geslacht Anoplodactylus. Anoplodactylus gibbifemoris werd in 1991 voor het eerst wetenschappelijk beschreven door Turpaeva. 